# 倉敷市立倉敷東小学校
倉敷市立倉敷東小学校（くらしきしりつ くらしきひがししょうがっこう）は、岡山県倉敷市鶴形2丁目にある市立小学校。小学校内に倉敷中央病院院内学級がある。

## 沿革
《出典：》
- 1873年（明治06年）4月 - 東町玉泉寺に倉敷小学創立。
- 1876年（明治09年）4月 - 阿知町の地蔵院に移転[注釈 1]。
- 1887年（明治20年）4月 - 倉敷尋常小学校と改称。
- 1896年（明治29年）1月 - 新川町に新築移転。
- 1907年（明治40年）4月 - 倉敷尋常高等小学校と改称。
- 1921年（大正10年）4月 - 旭町（現在地）に校舎を新築。
- 1931年（昭和06年） - 倉敷尋常小学校と改称。
- 1941年（昭和16年）4月 - 倉敷国民学校と改称。
- 1945年（昭和20年）3月 - 倉敷東と倉敷西国民学校（現・倉敷西小学校）に分離し、旭町学舎は倉敷東国民学校となる。
- 1947年（昭和22年）4月 - 学制改革により、倉敷市立倉敷東小学校と改称。当時の所在地の表記：岡山県倉敷市宮坂町750番地[3]。
- 1949年（昭和24年）7月 - 校歌「明るい町」制定（作詞：片山八郎、作曲：大塚俊二）。
- 1967年（昭和42年）9月 - このころ、住居表示の実施により、所在地の表記が変更され、倉敷市鶴形2丁目6番10号となる[4]。
- 1973年（昭和48年）11月 - 創立100周年記念式典（倉敷西小学校と合同開催）。
- 1991年（平成03年）4月 - 病弱・身体虚弱特殊学級開設（倉敷中央病院院内学級）。
- 2023年（令和05年）10月26日 - 創立150周年記念式典を挙行[5]。

## 通学区域が隣接している学校
- 倉敷市立倉敷西小学校
- 倉敷市立老松小学校
- 倉敷市立万寿小学校
- 倉敷市立万寿東小学校
- 倉敷市立帯江小学校